# Prestfossen
Prestfossen este o cascadă pe râul Bøvra din sudul Norvegiei, în apropiere de localitatea Fossbergom.
În trecut au existat în apropierea cascadei un gater și o moară, precum și o mică hidrocentrală 
.